# Gorgoniscus incisodactylus
Gorgoniscus incisodactylus är en kräftdjursart som beskrevs av Mark J. Grygier 1981. Gorgoniscus incisodactylus ingår i släktet Gorgoniscus, ordningen gråsuggor och tånglöss, klassen storkräftor, fylumet leddjur och riket djur. Inga underarter finns listade i Catalogue of Life.